# سديم مظلم
| ولادة النجوم |
| - وسط بين نجمي - غيمة جزيئية - كرة بوك - سديم مظلم - جرم نجمي فتي - نجم أولي - نجم تي الثور - نجم قبل النسق الأساسي - هيربيغ أي/ نجم بي - سديم شمسي |
| أصناف الأجرام الفلكية |
| - جرم هيربج هارو |
| المفاهيم النظرية |
| - دالة الكتلة الأولية - كتلة جينس - آلية كلفن هلمهولتز - فرضية السديم - هجرة الكواكب                                                                |
| هذا الصندوق: اعرض ناقش عدل |

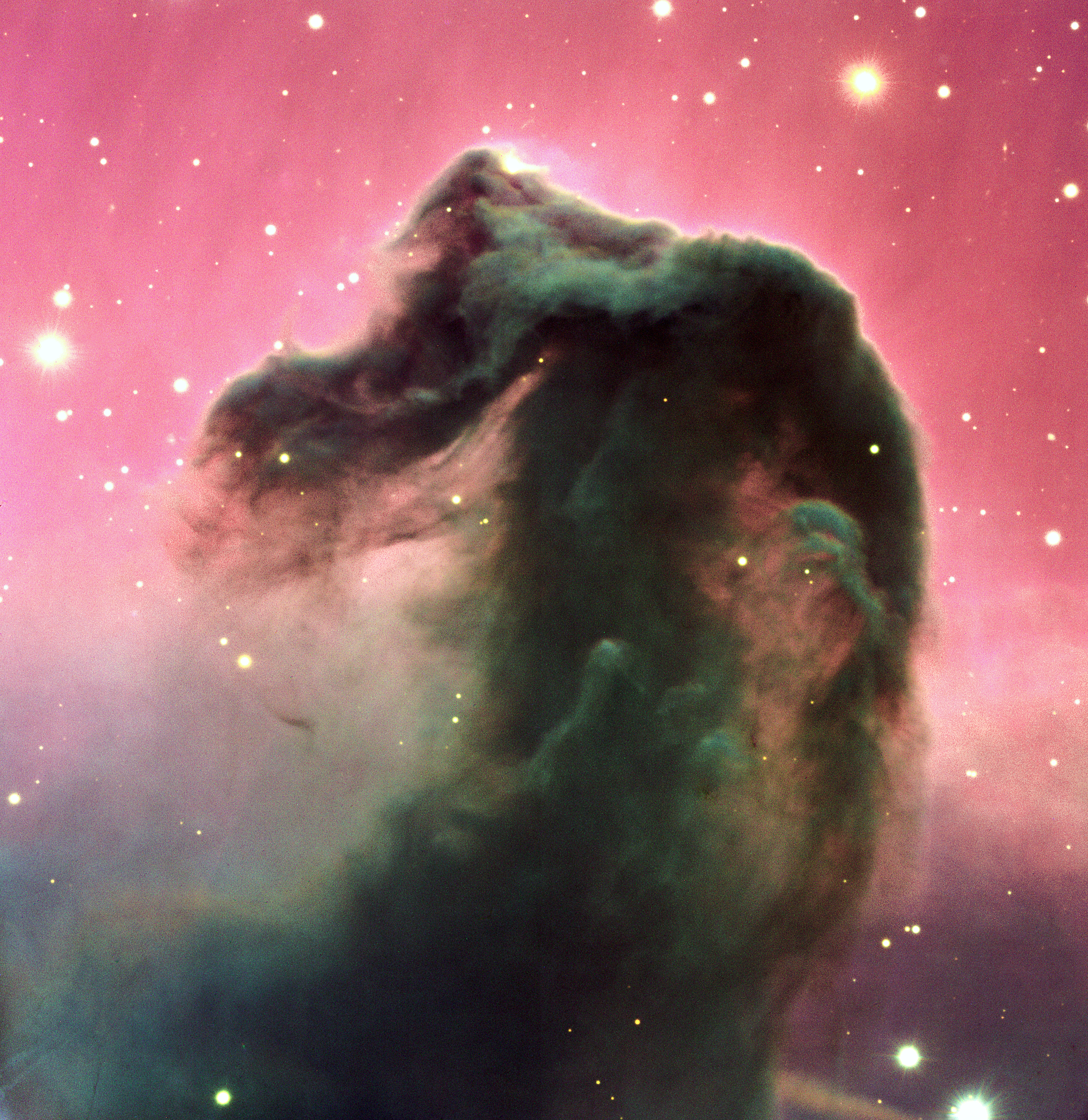
سديم رأس الحصان وهو سديم مظلم يقع في كوكبة الجبار - مصدر الصورة: ESO

سديم مظلم (بالإنجليزية: Dark nebula)‏ أو سديم امتصاص (بالإنجليزية: Absorption nebula)‏ هو نوع من أنواع الوسط بين نجمي حيث يوجد في الفضاء بين النجوم ويتكون من غاز وغبار بكثافة عالية نسبيا بحيث يحجب الضوء القادم من النجوم التي خلفه. و تكون مادة السديم المظلم هي منطقة نشأة جيل تالى من النجوم حيث تنكمش أجزاء من سحب المادة تحت فعل الجاذبية مكونة نجم جديد . تكون درجة حرارة بذرة النجم الجديد في البدء منخفضة، وتزيد ارتفاعا بتزايد كتلة المادة المتجمعة، وعندما تفوق كتلة المادة حدا معينا (أكبر تقريبا من نصف كتلة الشمس ) تكون درجة حرارة باطنه قد ارتفعت إلى نحو 10 ملايين درجة أو يزيد ووصل الضغط في قلبه ضغطا عاليا يكفي لابتداء الاندماج النووي الذي يتحول ما خلاله الهيدروجين إلى هيليوم . فتزداد درجة حرارة النجم ويصدر ضوءا .
تكون درجة حرارة السديم منخفضة بحيث لا يصدر منه أي ضوء مرئي ولكن قد تصدر منه اشعة تحت حمراء وموجات راديو ضعيفة الطاقة.

## تحليل السديم المظلم
يمكن تحديد خواص ومكونات السدم المظلمة عن طريق تحليل طيفه (انظر:علم الأطياف) :عن طريق قياس أطياف نجوم واقعة خلف سحابة السديم المظلم، إذ تختفي من أطياف النجم القادمة إلينا بعض خطوط الطيف التي تمتصها مادة السحابة المظلمة، وتدل تلك الخطوط المختفية على العناصر الموجودة في سحابة السديم المظلم . أي أن طيف النجم القادم إلينا تظهر فيه خطوط سوداء تدل على ما امتصته السحابة من خطوط للطيف، حيث تمتص الذرات أو الجزيئات في السديم الأطوال الموجية للضوء التي تدل عليها .
تحت تأثير الإشعاع من النجم الكبير الذي يؤين ويضغط أطراف الغمامة بالإضافة إلى الريح النجمية الآتية من النجوم الناشئه مزيحة الغاز والغبار من المركز إلى الخارج فهذا يؤدي إلى انضغاط كبير يحث في سديم جدع الفيل . هذا الضغط قد ساعد على بدء نشأة عدد من الجيل الحالي من النجوم الشابة فيها .

## معرض الصور

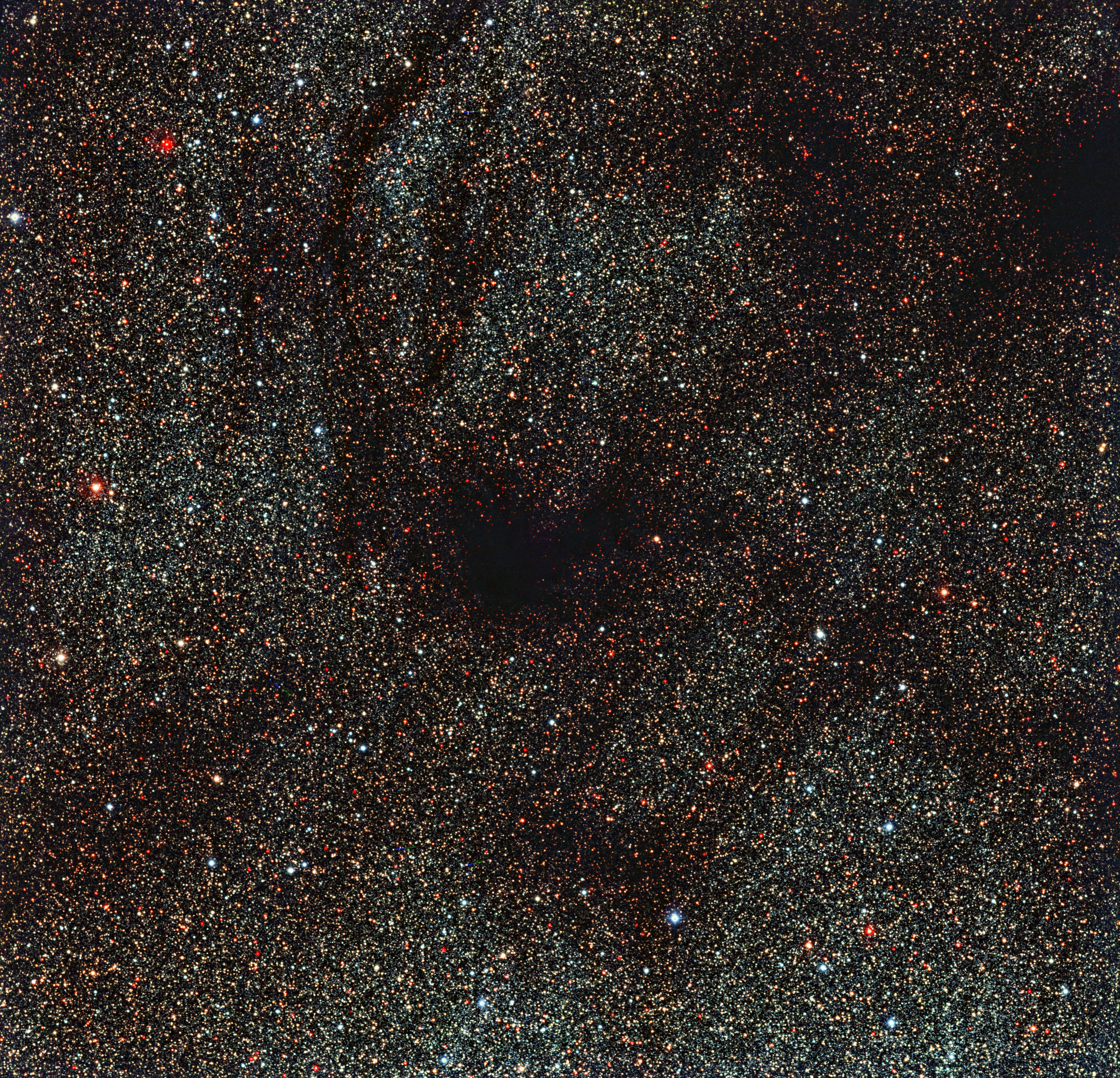
السديم المظلم LDN1774 .
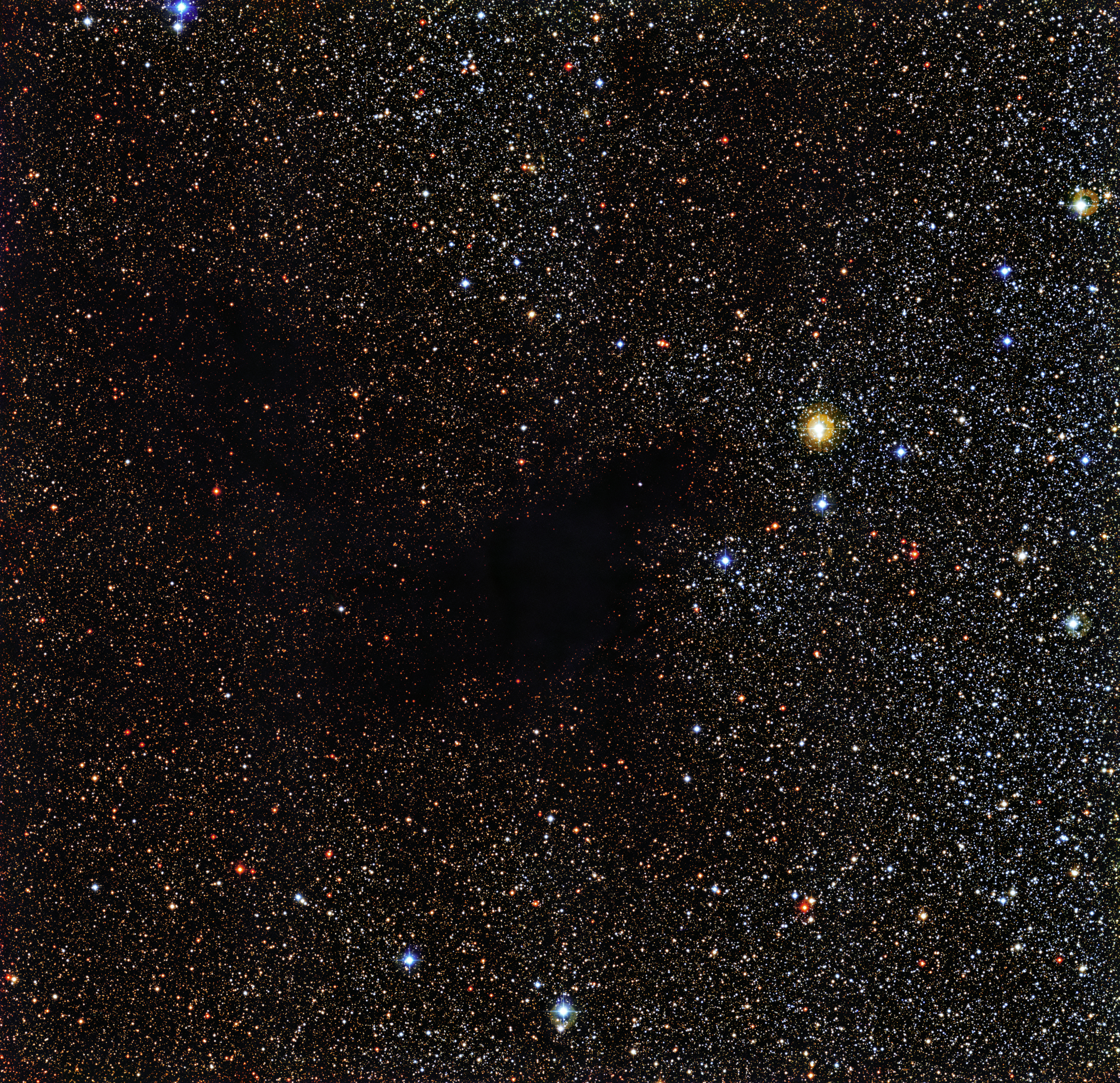
Dark nebula LDN 483 is located about 700 light-years away in the constellation of الحية (كوكبة) (The Serpent).
Lupus 4 is a dense pocket of gas and dust where new stars are expected to form.[3]

## اقرأ أيضا
- قائمة السدم المظلمة (فهرس بيرنارد)
- سديم جذع الفيل